# 智利自然區域

智利的自然區域：
遠北地區
近北地區
中部地區
南部地區
極南地區

智利的自然區域（西班牙語：Regiones naturales de Chile）是基於地理特點而對智利領土進行分區的方式。
由於智利國土南北長度達4,270公里，智利各地區在氣候和植被上分布上具有很大的差異性。1950年，智利政府所屬的生產開發公司（CORFO）根據地理和經濟同質性標准定義了智利的六個區域。由於後續的行政區劃改革，該分區方式約在1974年至1976年停用。
目前較被廣泛使用的分區方式是根據智利教育部的基礎教育課程計劃，將智利分為五個自然區域：遠北地區（Norte Grande）、近北地區（Norte Chico）、中部地區（Zona Central）、南部地區（Zona Sur）和極南地區（Zona Austral）。

## 列表
| 自然區域                | 行政區劃（大區）       | 地理特徵 |
| ----------------------- | ---------------------- | --- |
| 遠北地區 (Norte Grande) | 阿里卡和帕里納科塔大區 | 沙漠氣候與極端乾旱地區。該地區的大部分地區被阿塔卡馬沙漠覆蓋，因副熱帶高壓壟罩，往往終年無雨。多山，許多山峰在6000米以上。擁有鹽盤、硝石、銅等資源。 |
| 遠北地區 (Norte Grande) | 塔拉帕卡大區           | 沙漠氣候與極端乾旱地區。該地區的大部分地區被阿塔卡馬沙漠覆蓋，因副熱帶高壓壟罩，往往終年無雨。多山，許多山峰在6000米以上。擁有鹽盤、硝石、銅等資源。 |
| 遠北地區 (Norte Grande) | 安托法加斯塔大區       | 沙漠氣候與極端乾旱地區。該地區的大部分地區被阿塔卡馬沙漠覆蓋，因副熱帶高壓壟罩，往往終年無雨。多山，許多山峰在6000米以上。擁有鹽盤、硝石、銅等資源。 |
| 遠北地區 (Norte Grande) | 阿塔卡馬大區北部       | 沙漠氣候與極端乾旱地區。該地區的大部分地區被阿塔卡馬沙漠覆蓋，因副熱帶高壓壟罩，往往終年無雨。多山，許多山峰在6000米以上。擁有鹽盤、硝石、銅等資源。 |
| 科皮亞波河 (27° S)      |                        | |
| 近北地區 (Norte Chico)  | 阿塔卡馬大區南部       | 半乾旱氣候，為北部沙漠氣候與中部地中海氣候的過渡帶。智利海岸山脈和安第斯山脈在該區域匯合。擁有金、銅和鐵等礦藏。 |
| 近北地區 (Norte Chico)  | 科金博大區             | 半乾旱氣候，為北部沙漠氣候與中部地中海氣候的過渡帶。智利海岸山脈和安第斯山脈在該區域匯合。擁有金、銅和鐵等礦藏。 |
| 近北地區 (Norte Chico)  | 瓦爾帕萊索大區北部     | 半乾旱氣候，為北部沙漠氣候與中部地中海氣候的過渡帶。智利海岸山脈和安第斯山脈在該區域匯合。擁有金、銅和鐵等礦藏。 |
| 阿空加瓜河 (33° S)      |                        | |
| 中部地區 (Zona Central) | 瓦爾帕萊索大區南部     | 地中海型氣候，植被為馬托拉爾植被。大部分地區屬中央谷地，是一片肥沃的地區，氣候也較為舒適，被認為是智利的農業中心地帶，同時為智利人口最密集的區域。 |
| 中部地區 (Zona Central) | 聖地牙哥首都大區       | 地中海型氣候，植被為馬托拉爾植被。大部分地區屬中央谷地，是一片肥沃的地區，氣候也較為舒適，被認為是智利的農業中心地帶，同時為智利人口最密集的區域。 |
| 中部地區 (Zona Central) | 奧伊金斯將軍解放者大區 | 地中海型氣候，植被為馬托拉爾植被。大部分地區屬中央谷地，是一片肥沃的地區，氣候也較為舒適，被認為是智利的農業中心地帶，同時為智利人口最密集的區域。 |
| 中部地區 (Zona Central) | 馬烏萊大區             | 地中海型氣候，植被為馬托拉爾植被。大部分地區屬中央谷地，是一片肥沃的地區，氣候也較為舒適，被認為是智利的農業中心地帶，同時為智利人口最密集的區域。 |
| 中部地區 (Zona Central) | 紐布列大區             | 地中海型氣候，植被為馬托拉爾植被。大部分地區屬中央谷地，是一片肥沃的地區，氣候也較為舒適，被認為是智利的農業中心地帶，同時為智利人口最密集的區域。 |
| 中部地區 (Zona Central) | 比奧比奧大區北部       | 地中海型氣候，植被為馬托拉爾植被。大部分地區屬中央谷地，是一片肥沃的地區，氣候也較為舒適，被認為是智利的農業中心地帶，同時為智利人口最密集的區域。 |
| 比奧比奧河 (37° S)      |                        | |
| 南部地區 (Zona Sur)     | 比奧比奧大區南部       | 溫帶海洋性氣候，多雨，植被為瓦爾迪維亞溫帶雨林。與北部相比地勢較低。湖泊眾多，並擁有強烈的火山活動和地熱資源。 |
| 南部地區 (Zona Sur)     | 阿勞卡尼亞大區         | 溫帶海洋性氣候，多雨，植被為瓦爾迪維亞溫帶雨林。與北部相比地勢較低。湖泊眾多，並擁有強烈的火山活動和地熱資源。 |
| 南部地區 (Zona Sur)     | 河大區                 | 溫帶海洋性氣候，多雨，植被為瓦爾迪維亞溫帶雨林。與北部相比地勢較低。湖泊眾多，並擁有強烈的火山活動和地熱資源。 |
| 南部地區 (Zona Sur)     | 湖大區北部             | 溫帶海洋性氣候，多雨，植被為瓦爾迪維亞溫帶雨林。與北部相比地勢較低。湖泊眾多，並擁有強烈的火山活動和地熱資源。 |
| 查考海峽 (42° S)        |                        | |
| 極南地區 (Zona Austral) | 湖大區南部             | 西半部為亞極地海洋性氣候，東半部為草原氣候。植被部分，西部是麥哲倫次極地森林，東部是巴塔哥尼亞草原。多島嶼及峽灣。南端為火地島（智利和阿根廷各占一半），島上的合恩角是智利和南美洲的最南點。本區的冰原是極地以外由冰川所構成的最大區域之一。為智利人口密度最低的地區。 |
| 極南地區 (Zona Austral) | 伊瓦涅斯將軍艾森大區   | 西半部為亞極地海洋性氣候，東半部為草原氣候。植被部分，西部是麥哲倫次極地森林，東部是巴塔哥尼亞草原。多島嶼及峽灣。南端為火地島（智利和阿根廷各占一半），島上的合恩角是智利和南美洲的最南點。本區的冰原是極地以外由冰川所構成的最大區域之一。為智利人口密度最低的地區。 |
| 極南地區 (Zona Austral) | 麥哲倫-智利南極大區    | 西半部為亞極地海洋性氣候，東半部為草原氣候。植被部分，西部是麥哲倫次極地森林，東部是巴塔哥尼亞草原。多島嶼及峽灣。南端為火地島（智利和阿根廷各占一半），島上的合恩角是智利和南美洲的最南點。本區的冰原是極地以外由冰川所構成的最大區域之一。為智利人口密度最低的地區。 |